# 原敬
原敬（日语：／ Hara Takashi，1856年3月15日—1921年11月4日），幼名健次郎，號一山、逸山，日本東山道陸奧國岩手郡本宮村（今岩手縣盛岡市）人，內務大臣、內閣總理大臣兼司法大臣。

## 生平
原敬是記者出身，曾經擔任過外交官。之後成為大阪每日新聞的社長。他亦是日本政黨立憲政友會（政友會）的創會會員，並在政友會執政期間歷任遞相、內相，及成為政友會的總裁。1918年（大正7年）米騷亂之後，原來的寺內內閣為事件負責而集體總辭，於是原敬拜相組閣。由於一直推辭受封爵位，因此被社會譽為「平民宰相」。在任期間正值一次大戰結束，原敬內閣派出以元老西園寺公望與牧野伸顯男爵為首的代表團參加巴黎和會；代表團在會上曾提出《種族平等議案》，然而遭到了英聯邦國家的極力反對而被英美否決，外交失利引發國內不滿但原敬主張應簽署凡爾賽和約並力排眾議使日本加入了國聯。在處理關於殖民地的事務上，原敬任命他的政治盟友、温和派的海軍大將齋藤實接任朝鮮總督，由他建立一个主要由文官而非軍人組成的殖民政府；原敬也允許朝鮮人享有一定程度的文化及言論自由。但是，無論是朝鮮人還是日本人，原敬的緩和政策都沒有贏得多少支持，朝鮮人認為這遠遠不足，日本人則認為政策過度軟弱。
1921年（大正10年）11月4日，原敬正按原訂計畫前往關西出席政友會活動時，在東京站丸之內南口大堂被曾任職大塚站員的右翼青年中岡艮一襲擊身亡，終年65歲。逝世後獲追授大勳位菊花大綬章，葬於故鄉盛岡市的大慈寺。

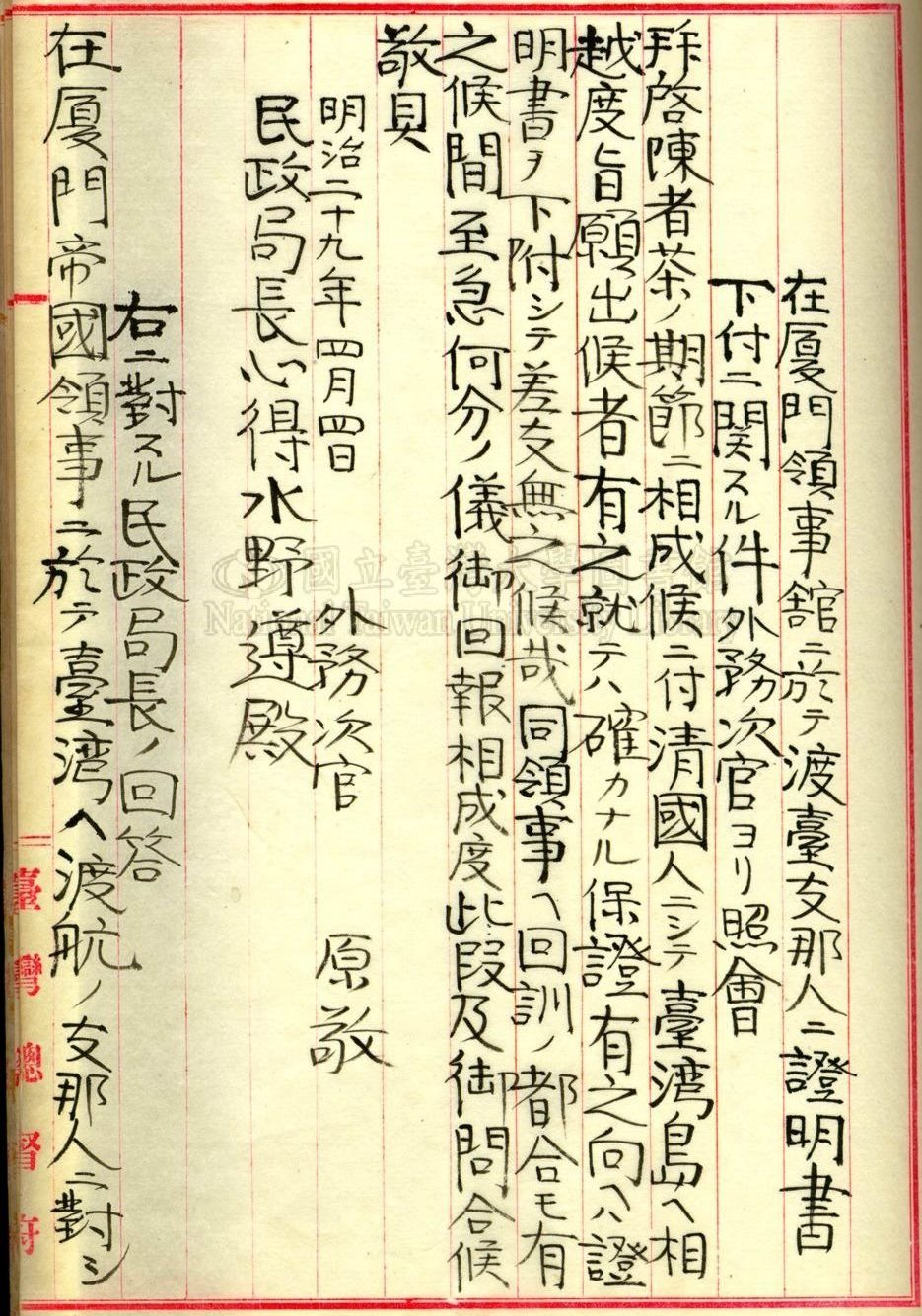
1896年日本外務省次官原敬致臺灣民政局長水野遵照會

## 私人生活

### 宗教信仰
1873年（明治六年），原敬受洗成为天主教徒，洗礼的圣名为「ダビデ」（David，大卫），是第一位基督徒的日本首相。（第二位是近百年後的石破茂）

### 家庭
原敬结过两次婚，但没有亲生子女，有一名养子 (原奎一郎)。

## 評價
伊藤金次郎認為他毀譽半參。稱讚者，說他是日本最初的政黨內閣樹立者，對基礎在民意之施策很忠實；批評者，稱之型態雖為政黨內閣，所作所為莫不以黨利為重，宛如以黨閥之橫暴代替官僚軍閥之專制。

## 外部連結
- 原敬記念館（日語）
- 日本國立國會圖書館－原敬肖像 （页面存档备份，存于）（日語）

| 官衔                                                    | 官衔                                                                                            | 官衔                              |
| ------------------------------------------------------- | ----------------------------------------------------------------------------------------------- | --------------------------------- |
| 內閣                                                    |                                                                                                 |                                   |
| 前任： 寺內正毅                                         | 內閣總理大臣 1918年9月29日－1921年11月4日                                                       | 繼任： 內田康哉（代理）           |
| 前任： 後藤新平                                         | 鐵道院總裁 1911年8月31日－1912年12月21日                                                        | 繼任： 後藤新平                   |
| 臺灣事務局委員                                          |                                                                                                 |                                   |
| 1895年6月13日－1896年4月10日                            |                                                                                                 |                                   |
| 司法省                                                  |                                                                                                 |                                   |
| 前任： 松室致                                           | 司法大臣 1918年9月29日－1920年5月15日                                                           | 繼任： 大木遠吉                   |
| 內務省                                                  |                                                                                                 |                                   |
| 前任： 大浦兼武 平田東助 清浦奎吾                       | 內務大臣 1913年2月20日－1914年4月16日 1911年8月30日－1912年12月21日 1906年1月7日－1908年7月14日 | 繼任： 大隈重信 大浦兼武 平田東助 |
| 遞信省                                                  |                                                                                                 |                                   |
| 前任： 山縣伊三郎 星亨                                  | 遞信大臣 1908年1月14日－1908年3月25日 1900年12月22日－1901年6月2日                              | 繼任： 堀田正養 芳川顯正          |
| 外務省                                                  |                                                                                                 |                                   |
| 前任： 林董                                             | 外務次官 1895年5月21日－1896年6月11日                                                           | 繼任： 小村壽太郎                 |
| 前任： 栗野慎一郎                                       | 取調局長（代理） 1892年9月6日－1893年11月10日                                                   | 繼任： 職位廢止                   |
| 前任： 安藤太郎                                         | 通商局長 1892年8月13日－1895年5月22日                                                           | 繼任： 藤井三郎                   |
| 議會席位                                                |                                                                                                 |                                   |
| 眾議院                                                  |                                                                                                 |                                   |
| 議員（盛岡市→岩手縣第1區） 1902年8月10日－1921年11月4日 |                                                                                                 |                                   |